# Power Rangers : La Force du temps
 (mars 2024).
La mise en forme du texte ne suit pas les recommandations de Wikipédia : il faut le « wikifier ».
Les points d'amélioration suivants sont les cas les plus fréquents. Le détail des points à revoir est peut-être précisé sur la page de discussion.
- Les titres sont pré-formatés par le logiciel. Ils ne sont ni en capitales, ni en gras.
- Le texte ne doit pas être écrit en capitales (les noms de famille non plus), ni en gras, ni en italique, ni en « petit »…
- Le gras n'est utilisé que pour surligner le titre de l'article dans l'introduction, une seule fois.
- L'italique est rarement utilisé : mots en langue étrangère, titres d'œuvres, noms de bateaux, etc.
- Les citations ne sont pas en italique mais en corps de texte normal. Elles sont entourées par des guillemets français : « et ».
- Les listes à puces sont à éviter, des paragraphes rédigés étant largement préférés. Les tableaux sont à réserver à la présentation de données structurées (résultats, etc.).
- Les appels de note de bas de page (petits chiffres en exposant, introduits par l'outil «  Source ») sont à placer entre la fin de phrase et le point final[comme ça].
- Les liens internes (vers d'autres articles de Wikipédia) sont à choisir avec parcimonie. Créez des liens vers des articles approfondissant le sujet. Les termes génériques sans rapport avec le sujet sont à éviter, ainsi que les répétitions de liens vers un même terme.
- Les liens externes sont à placer uniquement dans une section « Liens externes », à la fin de l'article. Ces liens sont à choisir avec parcimonie suivant les règles définies. Si un lien sert de source à l'article, son insertion dans le texte est à faire par les notes de bas de page.
- La présentation des références doit suivre les conventions bibliographiques. Il est recommandé d'utiliser les modèles {{Ouvrage}}, {{Chapitre}}, {{Article}}, {{Lien web}} et/ou {{Bibliographie}}. Le mode d'édition visuel peut mettre en forme automatiquement les références.
- Insérer une infobox (cadre d'informations à droite) n'est pas obligatoire pour parachever la mise en page.

Pour une aide détaillée, merci de consulter Aide:Wikification.
Si vous pensez que ces points ont été résolus, vous pouvez retirer ce bandeau et améliorer la mise en forme d'un autre article.
Chronologie
Sauvetage éclair Force animale
Power Rangers : La Force du temps est la neuvième saison de la série télévisée américaine Power Rangers, adaptée du super sentai Mirai Sentai Timeranger et produite par Saban Entertainment.
Composée de 40 épisodes de 24 minutes, elle a été diffusée aux États-Unis à partir du 27 janvier 2001 et en France, en 2002 sur TF1 dans l'émission TF! Jeunesse.
En 2001, la Walt Disney Company rachète la Fox Family Worldwide (qui devient ABC Family Worldwide), issue de la fusion entre  Fox Kids et Saban Entertainment, et donc les droits sur les Power Rangers et leurs produits dérivés,. Disney laisse néanmoins la production des séries en cours se poursuivre et ne lancera sa première production seule qu'en 2003 avec Power Rangers : Force Cyclone.
Un projet de long-métrage a été abandonné à la suite de ce rachat et à l'échec du précédent : Power Rangers Turbo, le film.

## Synopsis
En l'an 3000, une unité d'élite anti-criminels nommée Time Force traque le dernier fugitif connu, Ransik, qui a prévu de voyager dans le temps afin de régner sur le passé. Il est appréhendé par Alex, le Ranger rouge, et membre de la Time Force. Après un combat, Ransik est fait prisonnier et jugé coupable. Jen, Katie, Lucas et Trip, des opérateurs de la Time Force, sont chargés de le conduire jusqu'à la CryoPrison. Sur leur chemin, ils sont attaqués par Nadira, la fille de Ransik, et son allié Frax, qui le libèrent. Les trois méchants font de la CryoPrison leur base d'opérations, afin de préparer leur départ pour le passé. Ils sont interrompus une fois de plus par Alex, mais cette fois-ci le Ranger rouge est battu. Ransik parvient ensuite à partir dans le passé, avec Nadira, Frax et une armée de criminels placés sous détention cryogénique.
Entre la vie et la mort, Alex ordonne à ses camarades de poursuivre Ransik. Jen, Katie, Trip et Lucas volent alors cinq Chrono Morphers et un Vaisseau Temporel, afin de se rendre en l'an 2001 pour appréhender Ransik. Ils découvrent que leurs Chrono Morphers ne pourront fonctionner que si quelqu'un utilise celui du Ranger rouge, mais pour cela il faut que la personne possède le même ADN qu'Alex. Les Rangers rencontrent par hasard Wes, un ancêtre d'Alex, qui est volontaire pour devenir le Ranger rouge. La nouvelle équipe de Rangers parvient à repousser les premières attaques de Ransik et son armée.
Lors de fouilles archéologiques, des scientifiques découvrent le Quantum Morpher. Une organisation privée de défense nommée les Anges des Temps, fondée par le père de Wes, débarque sur les lieux pour protéger l'objet des forces de Ransik. Le Morpher tombe entre les mains d'Eric, un Ange des Temps solitaire et ambitieux, qui est toujours le rival de Wes. Éric utilise les pouvoirs du Morpher pour devenir le Quantum Ranger et contrôler le Quantasaurus Rex, ce qui impressionne M. Collins qui le nomme chef des Anges des Temps.
En l'an 3000, Alex se remet de ses blessures, et surveille les faits et gestes des Rangers en l'an 2001. Lorsque Frax relâche l'un de ses premiers robots, Alex envoie le Megazord Fantôme afin de venir en aide aux Rangers. Le second robot de Frax oblige Alex à se rendre directement en l'an 2001 afin de reprendre son rôle de Ranger rouge. Il était clair que l'équipe était plus forte sous le commandement de Wes, alors Alex lui a rendu le Morpher et est retourné en l'an 3000.
Grâce à leurs différentes aventures en l'an 2001, les Rangers se sont prouvés qu'ils pouvaient changer le destin et en faire ce qu'ils désiraient. Wes devait prendre la présidence de Bio-Lab après la mort de son père, mais il a choisi de se battre aux côtés de ses amis, et M. Collins n'est pas mort, sauvé à temps par Alex. Les Rangers ne devaient pas survivre à la bataille contre le dernier robot de Frax, Doomtron, mais Wes les a forcés à rentrer chez eux pour leur propre sécurité. Lorsque les Rangers découvrent que Wes était mort dans la bataille contre Doomtron, ils repartent immédiatement pour l'an 2001 afin de l'aider à sauver le futur.
La mission des Rangers touchait à sa fin, mais les deux mutants devaient encore être appréhendés. Après avoir apporté son aide lors d'un accouchement, Nadira change d'avis sur les humains, et aimerait faire cesser la haine qui existe entre eux et les mutants. Dans un combat entre Ransik et les Rangers, Nadira est blessée, permettant à Ransik de réaliser que la haine doit cesser. Il se rend aux forces de la Time Force. Les mutants battus, Lucas, Trip, Katie et Jen repartent pour l'an 3000. Avant de se séparer, Jen et Wes s'avouent leurs sentiments réciproques mais ils ne savent pas que leurs amis les espionnent dans leurs déclaration, Wes rejoint Éric dans les Anges des Temps, qui est devenue une organisation de protection de la paix pour toute la ville.

## Distribution

### Rangers Time Force
| Acteurs                                        | Rôles                   | Rangers                      | Armes                                                                                       | Véhicules                       | Armures        | Zords            |
| ---------------------------------------------- | ----------------------- | ---------------------------- | ------------------------------------------------------------------------------------------- | ------------------------------- | -------------- | ---------------- |
| Jason Faunt (VF : Olivier Jankovic)            | Alex Drake              | Ranger Time Force rouge (I)  | Chrono Morpher, Chrono Sabres rouges, V1, Chrono Blaster, Badge Time Force                  |                                 |                | Chrono Jet 1     |
| Jason Faunt (VF : Olivier Jankovic)            | Wesley « Wes » Collins  | Ranger Time Force rouge (II) | Chrono Morpher, Chrono Sabres rouges, V1, Chrono Blaster, Badge Time Force, Électro Booster | Moto Vector rouge, Strata Cycle | Guerrier rouge | Chrono Jet 1     |
| Michael Copon (VF : Franck Tordjman)           | Lucas Kendall           | Ranger Time Force bleu       | Chrono Morpher, Chrono Sabres bleus, V2, Chrono Blaster, Badge Time Force                   | Moto Vector bleue               |                | Chrono Jet 2     |
| Kévin Kleinberg (VF : Jérôme Berthoud)         | Trip                    | Ranger Time Force vert       | Chrono Morpher, V3, Chrono Blaster, Chrono Sabres verts, Badge Time Force                   | Moto Vector verte               |                | Chrono Jet 3     |
| Déborah Estelle Phillips (VF : Annabelle Roux) | Katie Walker            | Ranger Time Force jaune      | Chrono Morpher, V4, Chrono Blaster, Chrono Sabres jaunes, Badge Time Force                  | Moto Vector jaune               |                | Chrono Jet 4     |
| Erin Cahill (VF : Caroline Lallau)             | Jennifer « Jen » Scotts | Ranger Time Force rose       | Chrono Morpher, Chrono Sabres roses, V5, Chrono Blaster, Badge Time Force                   | Moto Vector rose                |                | Chrono Jet 5     |
| Daniel Southworth (VF : Martial Le Minoux)     | Éric Myers              | Quantum Ranger               | Quantum Morpher, Quantum Blaster                                                            | Chasseur Vortex                 | Mega Combat    | Quantasaurus Rex |

### Rangers Exclusifs
| Acteurs       | Rôles      | Rangers                   | Armes                                                                    |
| ------------- | ---------- | ------------------------- | ------------------------------------------------------------------------ |
| Yoshi Sudarso | Joe Shih   | Ranger Time Force argenté | Chrono Morpher, Chrono Sabres argentés, Chrono Blaster, Badge Time Force |
| ?             | Cyra Drake | Ranger Time Force noir    | Chrono Morpher                                                           |

- Cyra Drake : Cyra Drake est la jeune sœur d'Alex Drake, le Ranger Time Force rouge qui développe une vendetta contre Jen Scotts après avoir vu comment ses actions ont changé la personnalité de son frère. On lui confie le Chrono Morpher Noir et elle l'utilise pour mettre en œuvre sa vengeance.

### Amis

#### Au clocher
Le clocher est la base d'opérations et le domicile des Rangers Time Force. Le clocher est détruite lors de la bataille finale contre Ransik.
- Circuit (Brianne Sidall) : Circuit est une chouette robotique créée par Trip, le Ranger Time Force vert, pour aider les Rangers Time Force dans leur mission dans le passé. Il possède une vaste base de données contenant des connaissances sur le passé. Il peut également communiquer avec le futur et est essentiel pour appeler les Chrono Jets.

#### An 3000
- Capitaine Logan (Roy Werner) (VF : José Luccioni) : Le Capitaine Logan est le chef de la Police de la Time Force. Après l'échec des quatre cadets de la Time Force chargés de transporter Ransik, il les renvoie. Cependant, lorsque ces quatre cadets volent un Appareil intertemporel pour voyager dans le passé et affronter Ransik ainsi que sa prison remplie de mutants, le capitaine Logan n'a d'autre choix que de les aider en leur envoyant des armes et des Zords pour les aider dans leur mission. Il est également au courant de la survie d'Alex après son altercation avec Ransik.

#### Bio-Lab
Bio-Lab est une entreprise valant plusieurs millions de dollars, propriété de Monsieur Collins.
- Mr Collins (Edward Albert) (VF : José Luccioni) : Monsieur Collins est un homme d'affaires fortuné à Silver Hill et est le PDG de Bio-Lab. Monsieur Collins a de grandes aspirations pour son fils, Wes Collins, mais ces plans sont contrecarrés lorsque Wes décide de suivre un chemin différent après être devenu le Ranger Time Force rouge. Monsieur Collins avait également des intentions cupides après que Ransik commence à attaquer Silver Hills, et il forme les Anges des Temps dans le but de tirer profit de la formation d'une armée facturant pour leur protection. Lors du siège de Bio-Lab par Ransik pour obtenir du sérum, Monsieur Collins est gravement blessé et était destiné à mourir jusqu'à ce qu'Alex sauve sa vie avec une technologie futuriste. Monsieur Collins a un changement de cœur après avoir frôlé la mort et décide de faire protéger Silver Hills par les Anges des Temps gratuitement, avec Wes à leur tête après que le reste de son équipe soit retourné dans le futur.
- Dr. Michael Zaskin (Ken Merckx) : Le Docteur Zaskin est un scientifique responsable du développement d'armes pour Bio-Lab et les Anges des Temps. Il est également responsable de l'ingénierie inversée du sérum qui a guéri la morsure de Venomark et de la création de cristaux de Tryzirium des siècles avant qu'ils ne soient censés être découverts.

#### Silver Hills
- Philips (Douglas Fisher) : Philips est un majordome loyal de la famille Collins et est également le chauffeur personnel de Monsieur Collins. Il donne également des conseils à Wes Collins sur la vie lorsqu'il vivait dans le manoir de Monsieur Collins. Lors de l'attaque finale de Ransik sur Silver Hill, Philips aide à conduire des civils blessés à l'hôpital dans la limousine de Monsieur Collins.
- Mitch (Zachary Bostrom) (VF : José Luccioni) : Mitch est un photographe travaillant pour The Silver Hills Inquisitor, qui aspirait à progresser dans sa carrière en essayant d'obtenir des photos des identités des Rangers Time Force. Il parvient à obtenir ces photos peu de temps après s'être lié d'amitié avec Katie Walker, la Ranger Time Force jaune, qu'il a embauchée. Katie le supplie de ne pas publier ces photos. Au départ, Mitch hésite à le faire, mais il change d'avis après que Katie l'ait sauvé d'une chute dans une cage d'ascenseur.

#### Temps médiévaux
- Chevalier Blanc (Justin N. Thompson) : Le Chevalier Blanc est un chevalier médiéval et le gardien du Feu Tout Puissant. Il a tenté de le protéger duChevalier Noir, mais échoue finalement. Son esprit informe plus tard Wes Collins sur la manière d'utiliser le Feu Tout Puissant pour devenir le Guerrier rouge.

#### Mariner Bay

##### Rangers Sauvetage Éclair
| Acteurs                                    | Rôles          | Rangers                       | Armes                            | Véhicules    | Armures        |
| ------------------------------------------ | -------------- | ----------------------------- | -------------------------------- | ------------ | -------------- |
| Sean Cw Johnson (VF : Vincent Barazzoni)   | Carter Grayson | Ranger Sauvetage Éclair rouge | Morpher Éclair, Blaster Éclair   | Rover Éclair | Trans-Armure   |
| Michael Chaturantabut (VF : Yann Le Madic) | Chad Lee       | Ranger Sauvetage Éclair bleu  | Morpher Éclair, Blaster Éclair   |              | Mega Bazooka 2 |
| Keith Robinson (VF : Adrien Antoine)       | Joël Rawlings  | Ranger Sauvetage Éclair vert  | Morpher Éclair, Blaster Éclair   |              | Mega Bazooka 3 |
| Sasha Williams (VF : Laëtitia Godès)       | Kelsey Winslow | Ranger Sauvetage Éclair jaune | Morpher Éclair, Blaster Éclair   |              |                |
| Alison MacInnis (VF : Laura Préjean)       | Dana Mitchell  | Ranger Sauvetage Éclair rose  | Morpher Éclair, Blaster Éclair   |              |                |
| Rhett Fisher (VF : Constantin Pappas)      | Ryan Mitchell  | Ranger titanium               | Morpher titanium, Laser titanium |              |                |

- Carter Grayson (Sean Cw Johnson) : Carter Grayson est le Ranger Sauvetage Éclair rouge qui se rend à Silver Hills pour aider les Rangers Time Force à vaincre une Vypra ressuscitée. Il informe ses coéquipiers du retour de Vypra et s'associe à Wes Collins pour combattre le Super Démon, Quarganon.
- Chad Lee (Michael Chaturantabut) : Chad Lee est le Ranger Sauvetage Éclair bleu qui est devenu maître-nageur depuis sa victoire sur la Reine Bansheera. Après avoir appris le retour de Vypra, il se rend à Silver Hills et s'associe à Lucas Kendall pour combattre l'un des Guerriers Démons de Vypra.
- Joël Rawlings (Keith Robinson) : Joël Rawlings est le Ranger Sauvetage Éclair vert qui a épousé Angéla Fairweather depuis sa victoire sur la Reine Bansheera. Après avoir appris le retour de Vypra, il se rend à Silver Hills et s'associe à Trip pour combattre l'un des Guerriers Démons de Vypra.
- Kelsey Winslow (Sasha Williams) : Kelsey Winslow est la Ranger Sauvetage Éclair jaune qui a commencé à participer à des compétitions de roller depuis sa victoire sur la Reine Bansheera. Après avoir appris le retour de Vypra, elle se rend à Silver Hills et s'associe à Katie Walker pour combattre l'un des Guerriers Démons de Vypra.
- Dana Mitchell (Alison MacInnis) : Dana Mitchell est la Ranger Sauvetage Éclair rose qui est devenue médecin depuis sa victoire sur la Reine Bansheera. Après avoir appris le retour de Vypra, elle se rend à Silver Hills et s'associe à Jen Scotts pour combattre l'un des Guerriers Démons de Vypra.
- Ryan Mitchell : Ryan Mitchell est le Ranger titanium qui s'associe à Eric Myers pour combattre l'un des Guerriers Démons de Vypra.
- Angéla Fairweather-Rawlings (Monica Louwerens) : Angéla Fairweather-Rawlings est l'ancienne scientifique en chef de Sauvetage Éclair qui est révélée avoir épousé Joël Rawlings, le Ranger Sauvetage Éclair vert. Elle était prête à partir en lune de miel avec lui avant de recevoir un appel de Carter Grayson, les informant du retour de Vypra.

### Ennemis

#### La Cryo Prison
La Cryo Prison est à l'origine une prison qui détenait de nombreux criminels mutants capturés par la Time Force. Après que Ransik ait pris le contrôle de la Cryo Prison, il l'utilise, lui et ses complices, comme base d'opérations. La Cryo Prison est laissée vacante dans le présent après que Ransik soit retourné dans le futur.
- Ransik (Vernon Wells) : Ransik est un seigneur criminel mutant créé à partir d'un déversement de mutation génétique qui a créé des bébés dans le futur. Il est rejeté par la société humaine en raison de ses déformations en tant que mutant, ce qui le pousse à construire et diriger une armée rebelle. Pour aider cette rébellion, Ransik acquiert la capacité de créer des armes à partir de ses os après avoir libéré des Orgs à la périphérie de l'utopie futuriste et volé la technologie des Cyclobots à Louis Fericks. Pendant sa rébellion, il est capturé par Alex, le Ranger Time Force rouge, et condamné à une peine de prison à vie dans la prison cryogénique. Cependant, ses partisans le libèrent en route vers son emprisonnement cryogénique, détournant la Cryo Prison et se rendant à l'année 2001 pour prendre le contrôle de la Terre avant l'établissement de la Time Force, attaquant la ville de Silver Hill avec sa prison remplie de Criminels Mutants. Ransik reste principalement en retrait, en raison d'une morsure qu'il a subie du mutant Venomark, ce qui l'oblige à prendre constamment un sérum. Ransik a une fille nommée Nadira, pour laquelle il éprouve une profonde affection, au point de forcer le Ranger Time Force bleu à sortir en rendez-vous avec elle lorsqu'il apprend qu'elle a le béguin pour lui. Ransik épuise finalement les Criminels Mutants et affronte lui-même les Rangers Time Force, blessant accidentellement sa fille lors de l'affrontement. Voyant l'erreur de ses choix, il se rend volontairement à la Time Force, renonçant à toute activité criminelle.
- Nadira (Kate Sheldon) : Nadira est une mutante aux cheveux roses, fille gâtée de Ransik, qui désire des possessions matérielles après avoir appris qu'elles donnent du pouvoir en 2001. Elle décongèle constamment des mutants pour les aider à obtenir plus d'argent ou pour les aider à cambrioler des banques ou des magasins. Elle développe des sentiments amoureux pour Lucas Kendall, le Ranger Time Force bleu, après avoir lu un poème qu'elle pensait être à son sujet, mais le quitte après qu'il s'est fait passer pour un négligé. Après avoir aidé une femme à accoucher, elle change sa façon de voir le monde. Elle est encouragée par Frax avant sa reprogrammation à briser le cycle de haine entre les Humains, les Mutants et les Robots. Lors de la bataille finale, elle persuade son père de se rendre, renonçant à ses actes maléfiques.
- Frax / Dr Louis Ferricks (Eddie Frierson) : Frax est un scientifique robotique autrefois connu sous le nom de Louis Fericks, un scientifique qui a tenté d'aider l'utopie futuriste avec ses Cyclobots. Il rencontre Ransik après qu'il a été mordu par Venomark et lui donne un sérum spécial qui le guérit pendant un court laps de temps. Ransik le remercie en faisant exploser son laboratoire et en volant sa technologie Cyclobot et son sérum. Il se reconstruit lentement en tant que robot, se rebaptisant Frax. Frax rejoint ensuite l'armée de Ransik en tant que conseiller technique, en se faisant passer pour son fidèle serviteur. Frax révèle peu à peu sa véritable nature après que Ransik ait maltraité ses créations robotiques et commence à élaborer des plans dans l'ombre, notamment en lançant une création robotique géante pour détruire Silver Hills et en libérant des mutants criminels du Cachot Secret. Frax finit par révéler sa véritable identité à Ransik après avoir libéré Venomark du Cachot Secret et détruit tout le sérum dont Ransik a besoin pour rester en vie. Frax quitte ensuite définitivement la Cryo Prison et attaque Silver Hills avec ses diverses créations robotiques, y compris sa création finale, Doomtron. Cependant, Frax est trouvé par Gluto, capturé et dépouillé de son humanité après que son esprit a été effacé, devenant un serviteur sans volonté pour Ransik. Il reçoit alors l'ordre de piloter Doomtron pour détruire Silver Hills, où il cause beaucoup de destruction jusqu'à ce qu'il soit détruit par une énorme explosion du Q-Rex. Frax est également détruit lui-même après la destruction de Doomtron, sa tête se brisant en morceaux.
- Gluto (Neil Kaplan) : Gluto est un mutant criminel semblable à une grenouille qui était sur le point d'être cryogéniquement congelé à la Cryo Prison avant que Ransik ne la prenne en charge, prêtant allégeance à Ransik et faisant tout ce qu'il peut pour l'aider à accomplir ses objectifs. Gluto est amoureux de Nadira, ce qui la contrarie beaucoup, et il tente constamment de gagner sa faveur. Lors de l'attaque finale de Ransik sur Silver Hills, Gluto décide de se cryogéniser temporairement jusqu'à ce que les choses se calment. Cependant, la Cryo Prison est laissée à l'abandon et Gluto reste cryogéniquement congelé.
- Cyclobots : Les Cyclobots sont des serviteurs robotiques créés par Louis Fericks, initialement utilisés pour le bien dans l'utopie futuriste. Cependant, Ransik vole cette technologie et les utilise comme ses soldats de base.

#### Cimetière
- Vypra (Jennifer Yen) : Vypra est un démon humanoïde femelle ailé qui est ressuscité par des moyens inconnus et se rend à Silver Hills pour obtenir le Cristal de la Mort Lente qui renferme le Super Démon, Quarganon. Elle s'associe à Ransik pour réussir, mais est contrecarrée par les forces combinées des Rangers Sauvetage Éclair et des Rangers Time Force. Elle combat ensuite le Ranger Sauvetage Éclair rouge et le Ranger Time Force rouge avec Quarganon avant d'être détruite par une série d'attaques des Battlizers.
- Quarganon : Quarganon est un Super Démon qui est libéré du Cristal de la Mort Lente par Vypra et reçoit la mission de détruire les Rangers Sauvetage Éclair et des Rangers Time Force. Il combat le Ranger Sauvetage Éclair rouge et le Ranger Time Force rouge avec Vypra avant d'être détruit par une série d'attaques des Battlizers.
- Guerriers Démons : Les Guerriers Démons sont cinq guerriers démoniaques de couleurs différentes ressuscités par Vypra, qu'elle utilise comme renforts lors de sa tentative d'acquérir le Cristal de la Mort Lente. Ils sont détruits par les Rangers Sauvetage Éclair et des Rangers Time Force correspondants à leur couleur respective.

## Armes
- Chrono Morphers ◆◆◆◆◆ : Les Chrono Morphers sont les outils nécessaires pour se transformer en Rangers Time Force.
- Morpher Quantum : Le Morpher Quantum  est l'outil nécessaire pour se transformer en Quantum Ranger.
- Badges Time Force ◆◆◆◆◆ : Les Badges Time Force sont utilisés par les Rangers Time Force pour arrêter les Criminels Mutants.
- Lunettes Scanners ◆◆◆◆ : Les Lunettes Scanners sont des dispositifs similaires à des lunettes de soleil utilisés pour rechercher de l'ADN mutant.
- Chrono Blasters ◆◆◆◆◆ : Les Chrono Blasters sont des petites armes de type pistolet utilisées par les Rangers Time Force.
- Chrono Sabres ◆◆◆◆◆ : Les Chrono Sabres sont des armes futuristes semblables à des épées utilisées par les Rangers Time Force.
  - Chrono Sabres rouges : Les Chrono Sabres rouges sont des armes futuristes semblables à des épées utilisés par le Ranger Time Force rouge comme armes de mêlée.
  - Chrono Sabres bleus : Les Chrono Sabres bleus sont des armes futuristes semblables à des épées utilisés par le Ranger Time Force bleu comme armes de mêlée.
  - Chrono Sabres verts : Les Chrono Sabres verts sont des armes futuristes semblables à des épées utilisés par le Ranger Time Force vert comme armes de mêlée.
  - Chrono Sabres jaunes : Les Chrono Sabres jaunes sont des armes futuristes semblables à des épées utilisés par la Ranger Time Force jaune comme armes de mêlée.
  - Chrono Sabres roses : Les Chrono Sabres roses sont des armes futuristes semblables à des épées utilisés par la Ranger Time Force rose comme armes de mêlée.

- Électro Booster  ◆◆ : LÉlectro Booster est une extension du Chrono Sabre créée par Trip qui confère au Chrono Sabre la capacité de projeter de l'énergie électrique.
- Blaster Vortex ◆◆◆◆◆ : Le Blaster Vortex est une arme de type blaster formée lorsque les Rangers Time Force combinent leurs Armes Vector.
  - V1 : Le V1 est une arme géante de type bazooka utilisé par le Ranger Time Force rouge.
  - V2 : Le V2 est une arme géante de type bazooka utilisé par le Ranger Time Force bleu.
  - V3 : Le V3 est une arme géante de type bazooka utilisé par le Ranger Time Force vert.
  - V4 : Le V4 est une arme géante de type bazooka utilisé par la Ranger Time Force jaune.
  - V5 : Le V5 est une arme géante de type bazooka utilisé par la Ranger Time Force rose.

- Quantum Blaster : Le Quantum Blaster est l'arme personnelle du Quantum Ranger, qui combine les fonctionnalités d'un blaster et d'une épée.
  - Quantum Blaster Mode Lame : Le Quantum Blaster peut également se transformer en Mode Lame pour des combats rapprochés. Dans ce mode, il peut lancer l'attaque Lame Cryogénante pour congéler les mutants.
- Mega Combat : Le Mega Combat est une puissante armure donnée au Quantum Ranger par Alex pour capturer des mutants puissants. Le Mega Combat est équipé de rollers et de deux énormes blasters.
- Feu Tout Puissant : Le Feu Tout Puissant est une sphère magique gardée par le Chevalier Blanc jusqu'à ce qu'elle soit remise au Ranger Time Force rouge, qui l'utilise pour se transformer en Guerrier rouge.
  - Guerrier rouge : Le Guerrier rouge est une puissante armure médiévale donnée au Ranger Time Force rouge par le Chevalier Blanc.
- Appareil intertemporel : L'Appareil intertemporel est utilisé par les Rangers Time Force pour voyager en 2001 afin de capturer à nouveau Ransik et sa prison remplie de Mutants Criminels.
- Jet du Temps : Le Jet du Temps est un véhicule futuriste ressemblant à un jet utilisé par les Rangers Time Force.
- Motos Vector ◆◆◆◆◆ : Les Motos Vector sont des véhicules futuristes ressemblant à des motos pilotées par les Rangers Time Force.
  - Moto Vector rouge : La Moto Vector rouge est un véhicule futuriste semblable à une moto conduite par le Ranger Time Force rouge.
  - Moto Vector bleue : La Moto Vector bleue est un véhicule futuriste semblable à une moto conduite par le Ranger Time Force bleu.
  - Moto Vector verte : La Moto Vector verte est un véhicule futuriste semblable à une moto conduite par le Ranger Time Force verte.
  - Moto Vector jaune : La Moto Vector jaune est un véhicule futuriste semblable à une moto conduite par la Ranger Time Force jaune.
  - Moto Vector rose : La Moto Vector rose est un véhicule futuriste semblable à une moto conduite par la Ranger Time Force rose.

- Chasseur Vortex : Le Chasseur Vortex est un véhicule futuriste ressemblant à un jet utilisé par le Quantum Ranger pour voyager dans le temps afin d'obtenir le Q-Rex.
- Strata Cycle : Le Strata Cycle est un véhicule semblable à un aéroglisseur qui est piloté par le Ranger Time Force rouge.

## Zords

### Chrono Jets
Les Chrono Jets sont cinq jets créés dans le futur par la Time Force. Ils sont convoqués par Circuit, qui contacte le capitaine Logan pour les envoyer. Pour atteindre les Rangers Time Force, ils volent à travers un portail temporel. Les Chrono Jets peuvent se combiner en trois modes. Le premier est un jet, qui peut renverser les mutants avec une attaque de tornade.
- Chrono Jet 1 : Le Chrono Jet 1 est un Zord rouge en forme de vaisseau piloté par le Ranger Time Force rouge.
- Chrono Jet 2 : Le Chrono Jet 2 est un Zord bleu en forme de vaisseau piloté par le Ranger Time Force bleu.
- Chrono Jet 3 : Le Chrono Jet 3 est un Zord vert en forme de vaisseau piloté par le Ranger Time Force vert.
- Chrono Jet 4 : Le Chrono Jet 4 est un Zord jaune en forme de vaisseau piloté par la Ranger Time Force jaune.
- Chrono Jet 5 : Le Chrono Jet 5 est un Zord rose en forme de vaisseau piloté par le Ranger Time Force rose.

### Avion Furtif
- Avion furtif : L'Avion furtif est envoyé en l'an 2001 par Alex lorsque le Time Force Megazord n'est pas suffisant pour contenir les Criminels Mutants devenus géants.

### Quantasarus Rex
- Quantasarus Rex : Le Quantasarus Rex est un Zord semblable à un tyrannosaure qui a été envoyé à l'ère cénozoïque par la Time Force lors d'un essai initial de leur Portail Transdimensionnel. Après avoir été contrôlé par le Mutant Criminel, Commandocon, Eric Myers a réussi à reprendre le contrôle, et depuis lors, il est contrôlé par le Quantum Ranger grâce à son Quantum Morpher.

## Megazords
- Time Force Megazord ◆◆◆◆◆ :
  - Time Force Megazord Mode bleu ◆◆◆◆◆ : Les Chrono Jets peuvent se combiner les uns aux autres pour former le Time Force Megazord Mode bleu, qui utilise un blaster pour combattre les Criminels Mutants et est plus agile que le Mode rouge.
  - Time Force Megazord  Mode rouge ◆◆◆◆◆ : Les Chrono Jets peuvent se combiner les uns aux autres pour former le Time Force Megazord Mode rouge, qui utilise une épée et un bouclier en combat pour confiner les Criminels Mutants.
  - Time Force Megazord Mode Jet ◆◆◆◆◆ : Les Chrono Jets peuvent se combiner les uns aux autres pour former un mode en forme de jet appelé Time Force Megazord Mode Jet, qui peut invoquer un cyclone pour combattre les Criminels Mutants.

- Megazord Fantôme : L'Avion furtif a la capacité de se transformer en Megazord Fantôme.
- Megazord Force Fantôme ★◆◆◆◆◆ :
  - Megazord Force Fantôme Mode bleu ★◆◆◆◆◆ : Le Time Force Megazord peut se combiner avec l'Avion Furtif pour former le Megazord Force Fantôme Mode bleu, qui utilise un blaster laser pour combattre les Criminels Mutants.
  - Megazord Force Fantôme Mode rouge ★◆◆◆◆◆ : Le Time Force Megazord peut se combiner avec l'Avion Furtif pour former le Megazord Force Fantôme Mode rouge, qui utilise une épée laser pour combattre les Criminels Mutants.

- Q-Rex Megazord} : Le Quantasarus Rex peut se transformer en une forme humanoïde appelée Q-Rex Megazord.
- Megazord Transdimensionnel : Le Megazord Transdimensionnel est un Zord jaune semblable à un robot qui propulse les Zords des Rangers Time Force dans le Portail Transdimensionnel en les frappant.Le Megazord Transdimensionnel n'a combattu qu'une seule fois, contre le Mutant Criminel, Cinecon.

## Épisodes de la neuvième saison (2001)
| No de production | No d'épisode | Titre français                         | Titre original                 | Première diffusion ( E.U) |
| ---------------- | ------------ | -------------------------------------- | ------------------------------ | ------------------------- |
| 379              | 01           | L'avenir de la force du futur Partie 1 | Force From The Future, Part I  | 27 janvier 2001           |
| 380              | 02           | L'avenir de la force du futur Partie 2 | Force From The Future, Part II | 27 janvier 2001           |
| 381              | 03           | Une raison de combattre                | Something To Fight For         | 3 février 2001            |
| 382              | 04           | Gare à Ransik                          | Ransik Lives                   | 3 février 2001            |
| 383              | 05           | Un bon conducteur                      | A Blue Streak                  | 3 février 2001            |
| 384              | 06           | La croisée des chemins                 | A Parting of Ways              | 17 février 2001           |
| 385              | 07           | Pauvre robot                           | Short-Circuited                | 17 février 2001           |
| 386              | 08           | La vengeance de Jen                    | Jen's Revenge                  | 17 février 2001           |
| 387              | 09           | Le Mégazord fantôme                    | The Time Shadow                | 17 février 2001           |
| 388              | 10           | Un futur incertain                     | Future Unknown                 | 24 février 2001           |
| 389              | 11           | Trip doute de lui                      | Uniquely Trip                  | 24 février 2001           |
| 390              | 12           | Chacun son chemin                      | Worlds Apart                   | 24 février 2001           |
| 391              | 13           | Le pouvoir Quantum                     | The Quantum Quest              | 24 février 2001           |
| 392              | 14           | Lutte pour le pouvoir Partie 1         | Clash for Control, Part I      | 24 février 2001           |
| 393              | 15           | Lutte pour le pouvoir Partie 2         | Clash for Control, Part II     | 3 mars 2001               |
| 394              | 16           | Le garde du corps                      | Bodyguard in Blue              | 3 mars 2001               |
| 395              | 17           | Une belle légende                      | The Legend of the Clock Tower  | 3 mars 2001               |
| 396              | 18           | La confiance triomphe                  | Trust and Triumph              | 10 novembre 2001          |
| 397              | 19           | La colère de Trip                      | Trip Takes a Stand             | 10 novembre 2001          |
| 398              | 20           | Les secrets Quantum                    | Quantum Secrets                | 10 novembre 2001          |
| 399              | 21           | La dernière course                     | The Last Race                  | 14 avril 2001             |
| 400              | 22           | L’amour a frappé                       | Lovestruck Rangers             | 14 avril 2001             |
| 401              | 23           | La révélation                          | Full Exposure                  | 14 avril 2001             |
| 402              | 24           | La folie du cinéma Partie 1            | Movie Madness, Part I          | 14 avril 2001             |
| 403              | 25           | La folie du cinéma Partie 2            | Movie Madness, Part II         | 14 avril 2001             |
| 404              | 26           | Le traître du futur                    | Time Force Traitor             | 14 avril 2001             |
| 405              | 27           | La colère de Frax                      | Frax's Fury                    | 14 avril 2001             |
| 406              | 28           | À chacun son destin                    | Dawn of Destiny                | 28 avril 2001             |
| 407              | 29           | L’avenir du futur                      | Fight Against Fate             | 28 avril 2001             |
| 408              | 30           | Changer le destin                      | Destiny Defeated               | 28 avril 2001             |
| 409              | 31           | L’élixir miracle                       | Undercover Rangers             | 28 avril 2001             |
| 410              | 32           | Le chevalier noir                      | Beware the Knight              | 28 avril 2001             |
| 411              | 33           | Drôle de rencontre                     | Time for Lightspeed            | 28 avril 2001             |
| 412              | 34           | Le reflet du mal                       | Reflections of Evil            | 28 avril 2001             |
| 413              | 35           | Rendez-vous amoureux                   | Nadira's Dream Date            | 28 avril 2001             |
| 414              | 36           | La défaillance                         | Circuit Unsure                 | 5 mai 2001                |
| 415              | 37           | Le calme avant la tempête              | A Calm Before the Storm        | 5 mai 2001                |
| 416              | 38           | La fin du temps Partie 1               | The End of Time, Part I        | 19 mai 2001               |
| 417              | 39           | La fin du temps Partie 2               | The End of Time, Part II       | 19 mai 2001               |
| 418              | 40           | La fin du temps Partie 3               | The End of Time, Part III      | 19 mai 2001               |

## Autour de la série
- Jason Faunt, l'interprète de Wes, a auditionné depuis 1998 lors de la saison Power Rangers : Dans L'Espace . C'est finalement 3 saisons plus tard qu'il obtient le rôle du Ranger rouge.
- C'est la première saison (et la seule) a présenter un Ranger rose en tant que leader. Cependant, Wes reste le ranger principal.
- C'est la première saison ou les Rangers ne tuent pas les monstres mais les capturent dans des contenaires.
- Pour la première fois, il y a deux Ranger rouges au lieu d'un seul.
- Eric, le Quantum Ranger, devait initialement mourir dans le dernier épisode comme son homologue dans Sentai Timeranger.
- Mais cette idée a finalement été annulé et Eric a finit par être blessé.
- Ransik est le seul antagoniste dans l'histoire des Power Rangers à se rendre.
- A la fin de la série, Jen devait initialement rester avec Wes en 2001.